# Жеже Беллавіта
«Жеже Беллавіта» (італ. «Gegè Bellavita») — італійська еротична комедія 1979 року, знятий режисером Паскуале Феста Кампаніле на кіностудії «Koral International».

## Сюжет
Неаполь. Дженнаріно Амато, чоловік красуні Агати (від якої він має дев'ятеро дітей), він дуже лінивий і під будь-яким приводом уникає влаштування на різні роботи, які йому щосили намагається знайти дружина. Проте Дженнаро має чоловічі якості, якими щедро нагородила його матінка-природа. Завдяки цим якостям він дуже популярний серед жінок, які під будь-яким приводом заманюють його до своїх квартир, щоб спокусити. Агата дізнається про це і, оскільки це єдине заняття, яке приносить задоволення її чоловікові, покірно організовує платні зустрічі Дженнаро, без його відома. Завдяки доходам, отриманим від чоловіка, який нічого не підозрював, квартира Дженнаро та Агати помітно покращується, і, запідозривши недобре, Дженнаро знаходить нотатник, у якому Агата записує його зустрічі. Ображений Дженнаро тікає від герцога Аттаназі (який бажає його більше, ніж своїх сусідів), але неприродні для Дженнаро стосунки незабаром повертають його в обійми Агати.

## У ролях
- Флавіо Буччі: Дженнаріно Амато
- Ліна Політо: Агатіна Амато
- Ріа Де Сімоне: Пупетта Джемма
- Марія Піа Конте: Мерседес
- Лаура Троттер: Аделіна
- Міранда Мартіно: Роза
- Марина Пагано: Лізетта
- Маріса Лауріто: Кармен
- Енцо Каннавале: друг Дженнаріно
- Піно Карузо: герцог Аттаназі
- Габріелла Ді Луціо: повія
- Сальваторе Білла: співробітник компанії Куомо
- Джованні Фебраро: чоловік Аделіни

## Знімальна група
- Режисер: Паскуале Феста Кампаніле
- Ідея: Паскуале Феста Кампаніле
- Сценарій: Оттавіо Джемма
- Оператор: Сільвано Іпполіті
- Монтаж: Альберто Ґаллітті
- Композитор: Різ Ортолані